# جون لونش (لاعب كرة القدم الغالية)
جون لونش (بالإنجليزية: John Lynch)‏ هو لاعب كرة القدم الغالية بريطاني، ولد في 1962 في مقاطعة تيرون في المملكة المتحدة.